# 五十河地域

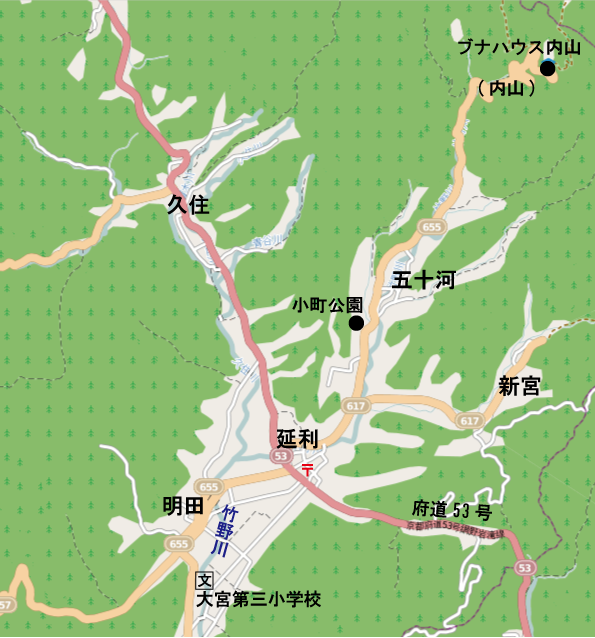
旧五十河村域の地図

五十河地域（いかがちいき）は、京都府京丹後市の広域地名。かつての五十河村にあたる。丹後半島の中央部、旧大宮町の最東部に位置し、「五十河」「久住」「新宮」「延利」「明田」の5集落（現在はいずれも「大宮町〇〇」という大字）が含まれる。丹後半島屈指の多雪地域であり、約400mの低標高から広がる自然ブナ林が特徴である。小野小町ゆかりの里として知られている。

## 地理

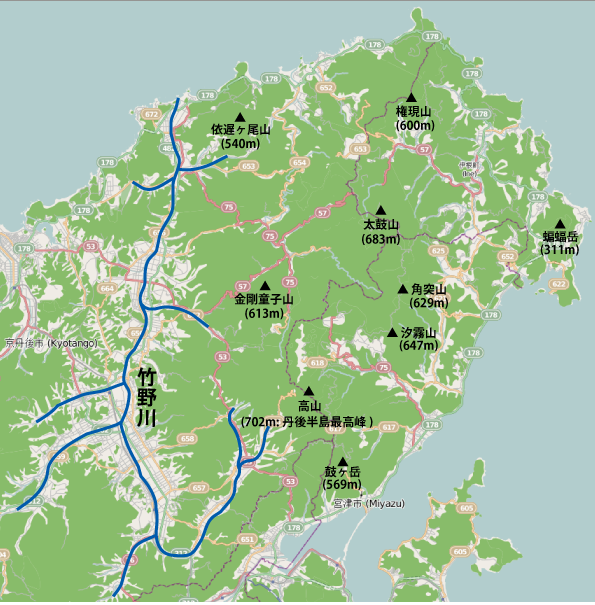
丹後半島の地図。五十河は高山の南西麓、竹野川の上流部にある。

大宮町の市街地から見て北東方向にあり、南東部は与謝郡与謝野町（旧岩滝町、北東部は宮津市世屋、北西部は京丹後市弥栄町に接する。集落の南東部にある鼓ヶ岳（標高569m）は北東方向に向かって山塊を形成し、集落の北側には丹後半島最高地点の高山（標高702m）や高尾山（標高620m）がそびえる。高尾山に源を発する竹野川は「久住」を通って南流し、同じく高尾山に源を発する五十河谷川は「五十河」・「延利」を通って南流する。五十河の各集落は両河川が形成した沖積平野上にあり、小規模ながら水田や畑地が形成されている。両河川は「延利」の西で合流して南流し、京都丹後鉄道宮豊線に接近すると90度以上向きを変え、大宮町の中心部や峰山町の市街地東端を通り、丹後半島北部で日本海に注いでいる。竹野川は半島最大の長さと流域面積を誇る河川である。五十河谷川の最上流部、標高500mほどの地点には「内山」があったが、「五十河」への離村により民家は現存しない。

## 自然
竹野川の源流部である五十河には豊かな自然林が展開されている。「五十河」「新宮」周辺にはアカマツ林が分布し、山間部にはシデ・ナラなどの落葉広葉樹林が広がるほか、急斜面に近畿地方屈指の自然ブナ林が広がる。ブナは一般的に600m以上で生育するとされるが、内山山系のブナ林は450m前後から始まっているのが特徴である。高山から伸びる各尾根は平均傾斜角25度以上の急斜面を持ち、高山山頂からやや南には、胸高周囲3.65m・樹高23mの京都府下最大のブナの巨木がある。五十河地区の山間部は丹後半島有数の多雪地域であり、植生は日本海側要素が濃く京都府北部を代表する自然景観を持っている。「内山」は特別天然記念物のオオサンショウウオの生息地として知られ、地元ではアンコ、コタラギなどと呼ばれた。

### 五十河を形成する5集落
| 集落名           | 人口(人) | 世帯(世帯) | 備考                                             |
| ---------------- | -------- | ---------- | ------------------------------------------------ |
| 五十河（いかが） | 112      | 40         | 小町公園がある。                                 |
| 新宮（しんぐう） | 30       | 14         | 大宮町を構成する16区でもっとも小さな区である。   |
| 延利（のぶとし） | 133      | 49         | 五十河全体の中心にあり、五十河簡易郵便局がある。 |
| 久住（くすみ）   | 100      | 41         |                                                  |
| 明田（あけだ）   | 146      | 49         | 南部に大宮第三小学校がある。                     |
| 内山（うちやま） | -        | -          | 1973年に廃村となった。ブナハウス内山がある。     |

## 歴史

### 古代から近世
「延利」周辺の延利遺跡からは、弥生時代前期から人々が生活していた痕跡が確認されている。「明田」には弥生時代の岩立橋遺跡と数基の古墳がある。「新宮」には須恵器を焼いていた飛鳥時代の新宮窯跡がある。古墳時代の遺跡としては笠町古墳群があり、少なくとも南北朝時代から岩滝に抜ける交通の要所であったことが明らかになっている。『丹哥府志』によれば、古くは「五十日」と書いたとされる。天保の大飢饉では明田村、久住村、延利、五十河を合わせて16人の餓死者を出した。

#### 小野小町伝承
曹洞宗小野山妙性寺は小野小町の開基と伝えられる。『妙性寺縁起』によると、火事に悩んでいた村人の相談を受けた小野小町が、「五十日」という地名を「五十河」に変えれば火事が治まると教えたのが、五十河という地名の由来とされている。五十河は小野家の所領であったとされ、晩年の小町は五十河に足を運んでその生涯を閉じたという伝承があり。「五十河」には小野小町のものとされる墓がある小町公園がある。妙性寺のほかには、曹洞宗高雄山妙法寺（現存せず、「内山」）、霧宮神社、中原神社、三柱神社（「新宮」）などの寺社がある。

### 近代以後

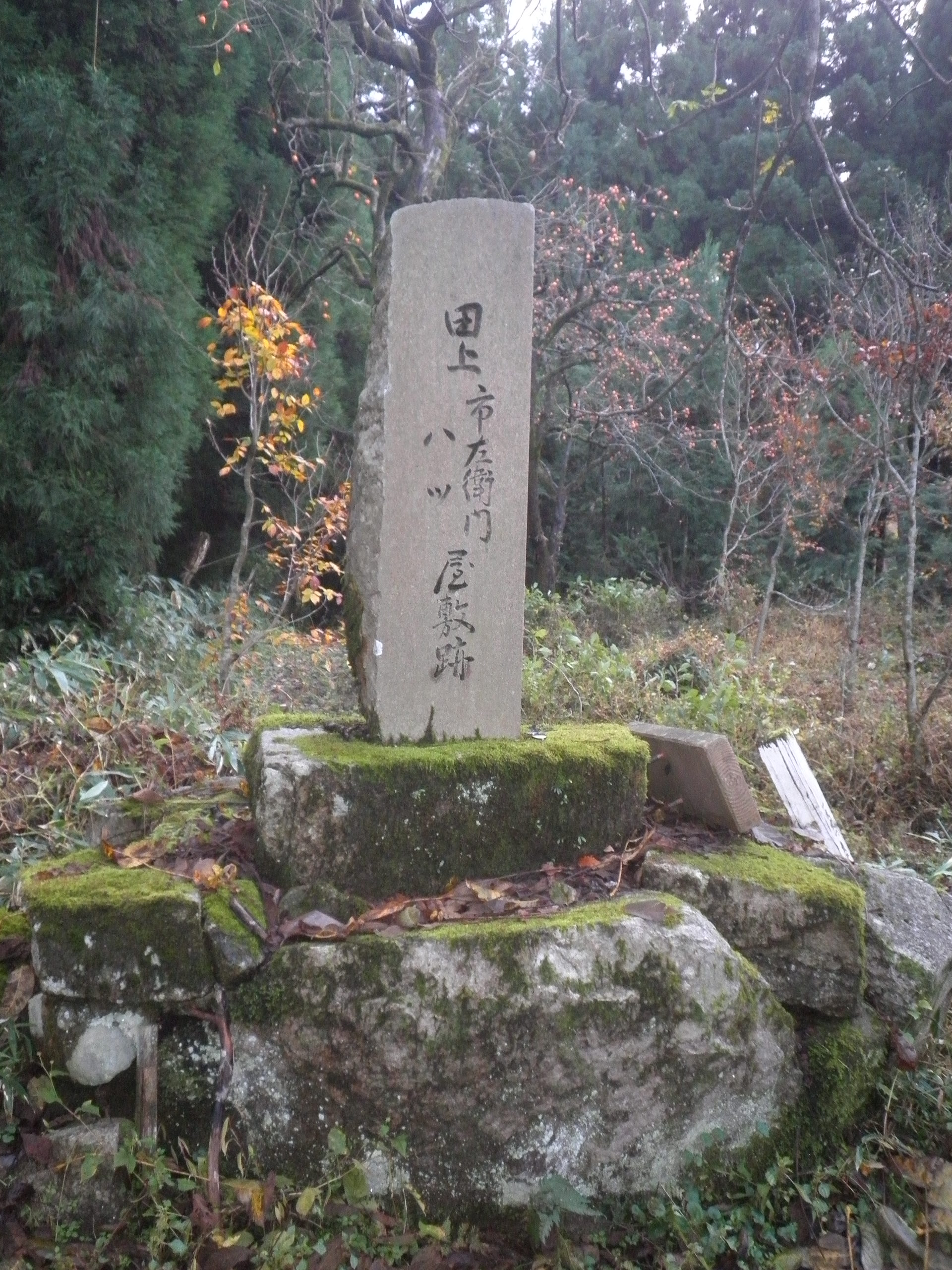
「内山」の離村記念碑

1963年（昭和38年）の三八豪雪は丹後半島各地に甚大な被害を与えたが、五十河でも降雪417cm・積雪220cmを記録し、半島各地の山村で離村・廃村が進む要因となった。稲作中心の農業が産業の中心であり、造林の歴史は浅い。かつては副業として養蚕や機織などが行われており、1980年代前半における機業事務所は「五十河」17、「新宮」15、「明田」14、「久住」9となっている。2004年（平成16年）、大宮町は峰山町、網野町、丹後町、弥栄町、久美浜町と合併して京丹後市となり、五十河は京丹後市の大字となった。2012年時点では193世帯に521人が住み、高齢化率は42%である。

#### 内山の離村
標高約500mの地点に位置する「内山」には、8世紀初頭の大宝年間に人々が住み始めたとされる。丹後山地の高地に田畑を拓いて農業を営み、明治初期には16戸が存在していたが、近代化や自然災害の影響で戸数が減少し、昭和初期には7戸に減少し、1935年（昭和10年）には1戸となった。1973年（昭和48年）には最後に残った1戸も下山し、完全に廃村になった。明治初期の16戸はいずれも「田上」姓を名乗っていた。現在では三柱神社の鳥居のみが、当地に集落が存在した面影を残している。「内山」は五十河でもっとも積雪が多い地区であり、積雪が少ない年でも1mあまり、積雪が多い年は3mを超える。廃村まで電気や通信設備などは導入されなかった。

## 教育
1873年（明治6年）には五十河の「延利」に中郡峰山支校延利小学校が開校し、1882年（明治15年）には中郡延利小学校、1888年（明治21年）には延利尋常小学校、1901年（明治34年）には五十河村立延利尋常高等小学校、1929年（昭和4年）には五十河村立五十河小学校と変遷し、小学校統合により1980年（昭和55年）に廃校となって大宮第三小学校に移転した。
1947年（昭和22年）には、五十河小学校に併設する形で五十河村立五十河中学校が開校し、五十河村の大宮町への編入以前の1949年（昭和24年）には、口大野外六ヶ村組合立大野中学校五十河分校となった。1951年（昭和26年）には五十河村以外の6村が合併して大宮町が誕生し、大宮町外一ヶ村組合立大宮中学校五十河分校となり、1956年（昭和31年）には五十河村が大宮町と合併して大宮町立五十河分校となった。生徒数の減少により、五十河分校は1984年（昭和59年）に廃校となった。廃校後の小中学校跡は診療所や集落センターとして使用されている。

## 交通

### 道路
大宮町の市街地からは京都府道655号味土野大宮線や京都府道657号明田丹後大宮停車場線が五十河地区に通じている。宮津市上世屋から峠を越えて「延利」まで京都府道618号上世屋内山線が走っているが、峠付近は不通区間であり自動車での通行はできない。京丹後市弥栄町から与謝野町まで、国道482号と並行して丹後半島を短絡する形で京都府道53号網野岩滝線が走っており、五十河はその途中にあたる。

### 公共交通
鉄道の最寄駅は京都丹後鉄道宮豊線京丹後大宮駅である。同駅は特急停車駅であり、宮津駅もしくは豊岡駅で乗り換えることで京都駅・大阪駅方面へ向かうことができる。丹後海陸交通が五十河地区に路線バスを運行しており、丹後大宮駅など大宮町中心部からは延利線が、京丹後市立弥栄病院など弥栄町中心部からは弥栄延利線がそれぞれ延利を経由して小町公園まで走っている。京都府立医科大学附属北部医療センターなどがある与謝野町と五十河地区を結ぶ路線はない。丹海バスは、京丹後市内であれば上限200円という特別運賃が適用される。民間の丹海バスに加えて、京丹後市は東部の山間地域住民のために市営バスを運行しており、弥栄病院と五十河地区、須川地区を結んでいる。

## 文化
「五十河」南部の丘の上には、江戸初期から中期に建てられた300年以上前の民家3棟が復元されている。これらは京都府南丹市や向日市にあった民家を復元したものであり、旧湯浅家は、棟札現存の民家では日本最古とされている。総合的な農村体験を行なう施設として田舎体験工房「季楽里」（きらり）があり、アグリツーリズム（グリーンツーリズム/エコツーリズム）を行なっている。「内山」には丹後内山天象観察台「開星館」があるが、普段は入館不可能である。

## ギャラリー

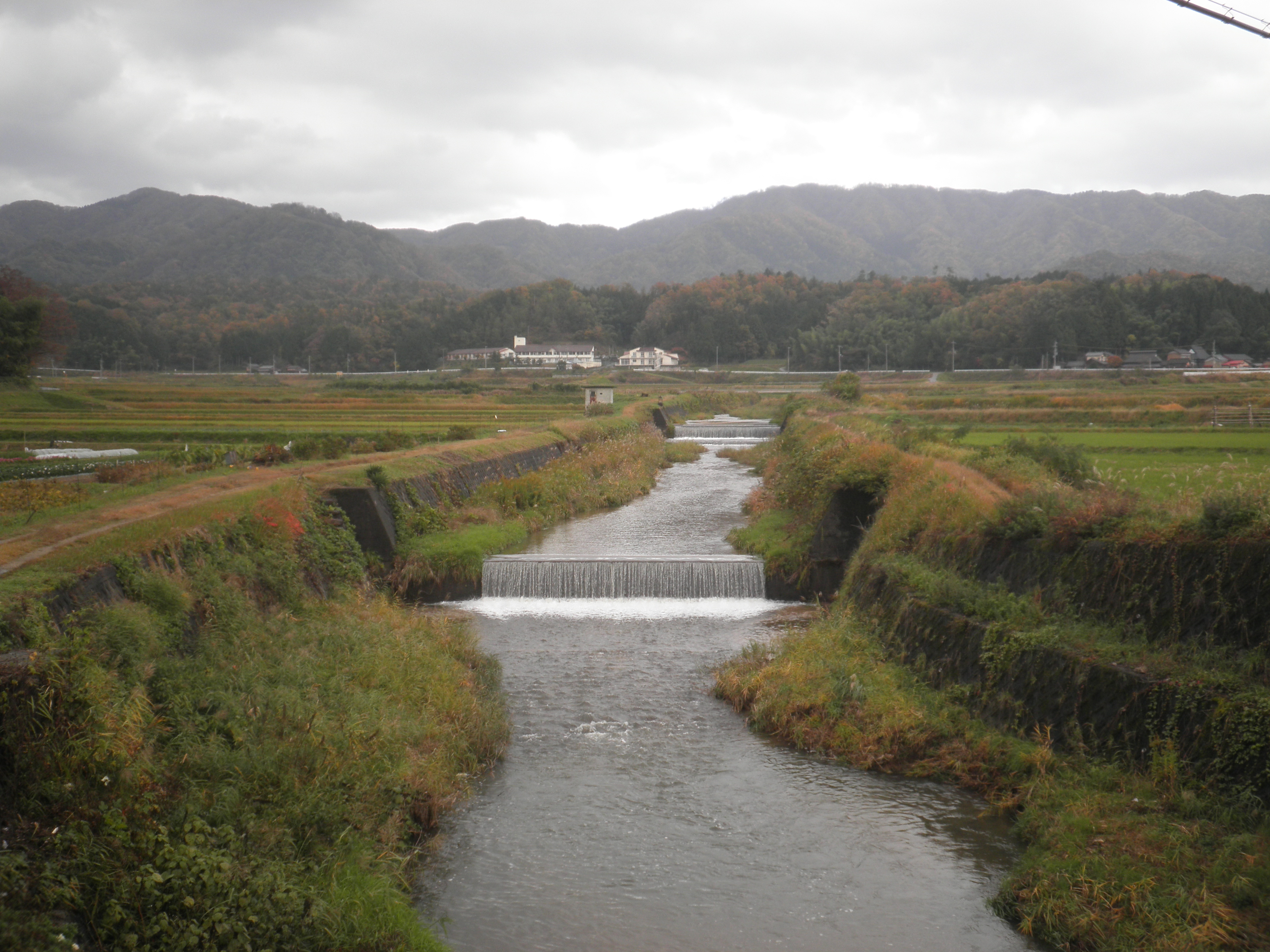
「明田」を流れる竹野川
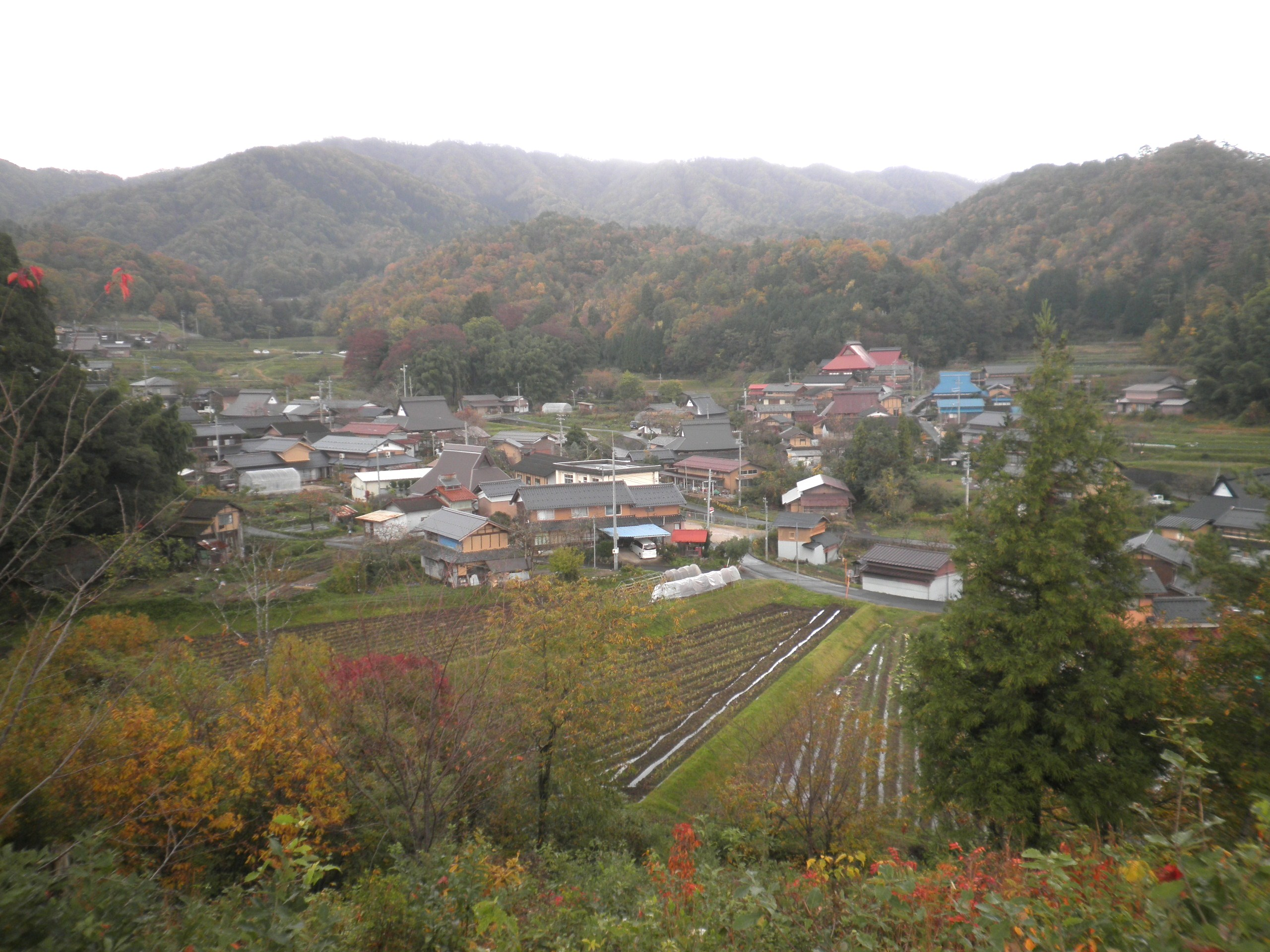
小町公園から見た「五十河」
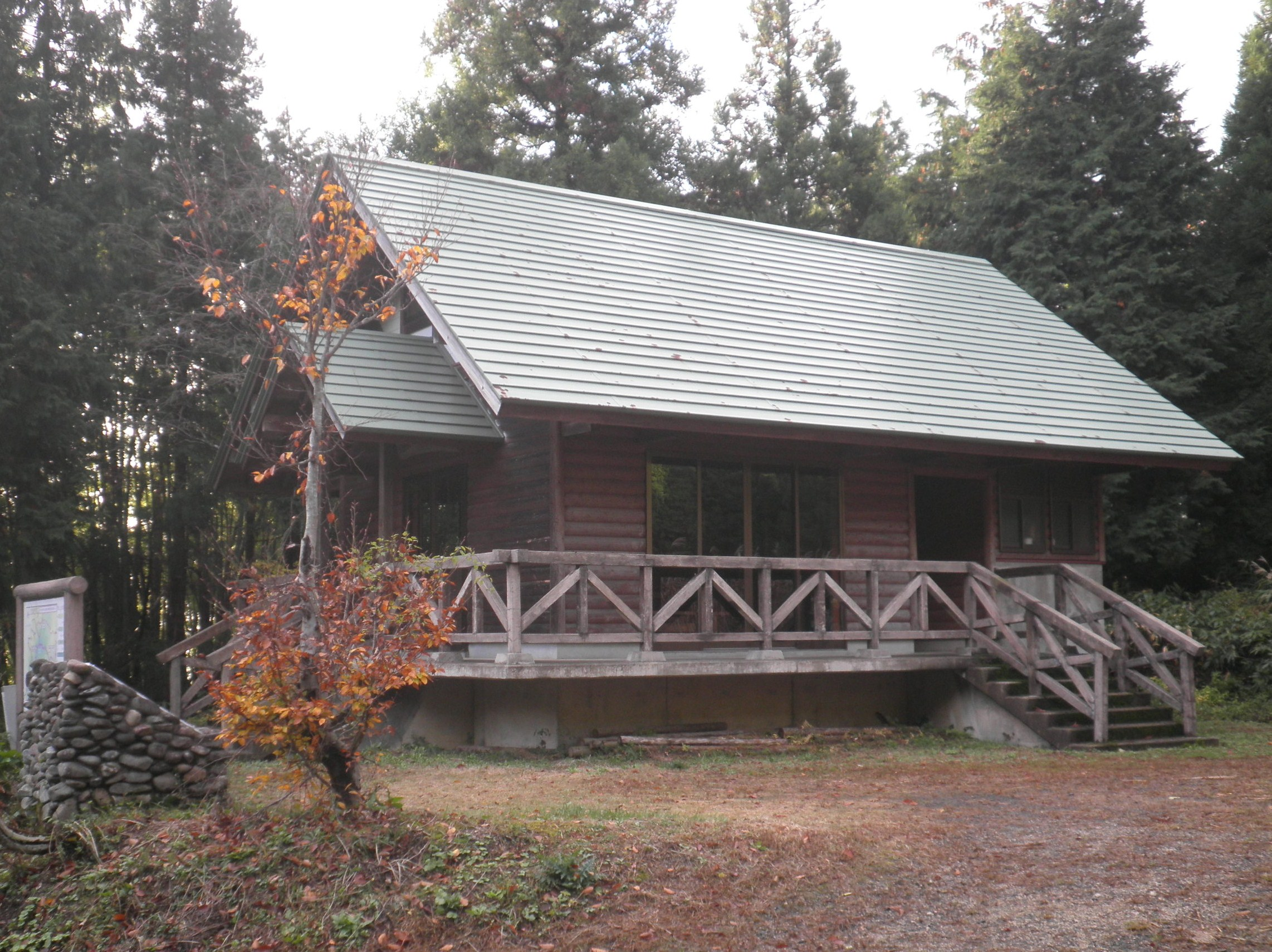
「内山」にあるブナハウス内山